# Slevogthof Neukastel

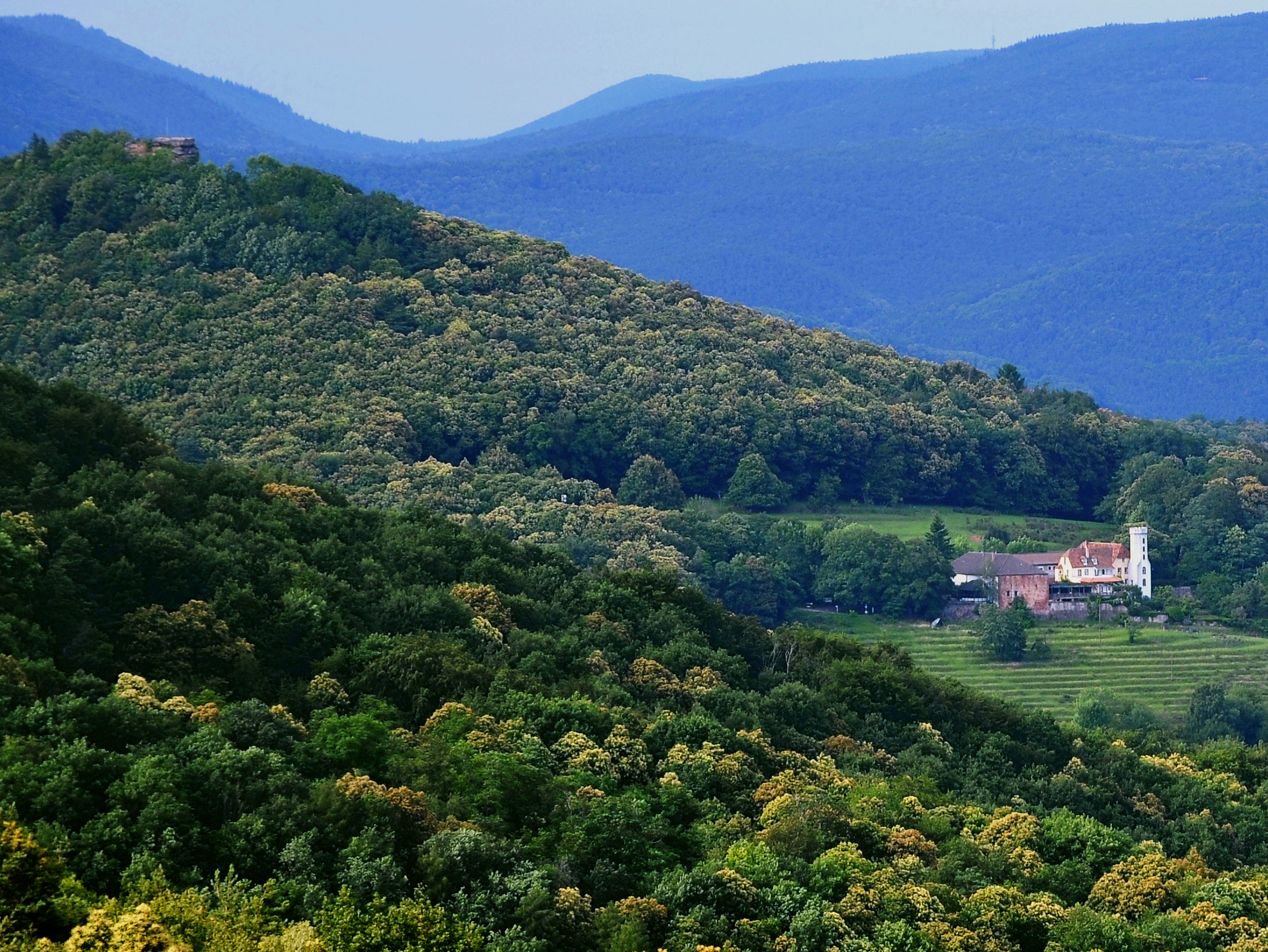
Slevogthof mit dem Felsen der ehemaligen Burg Neukastel von der Madenburg aus gesehen

Der Slevogthof Neukastel ist ein Herrenhaus aus dem 19. Jahrhundert, welches aus einem ehemaligen Meierhof hervorgegangen ist, welcher einst zur Reichsburg Neukastel gehörte. 

## Lage
Der Hof liegt oberhalb des Dorfes Leinsweiler im Norden der Gemarkung an der Südlichen Weinstraße am Hang eines leicht vorgezogenen Hügels des Pfälzerwaldes.

## Geschichte
Der Meierhof, auf dessen Grundstück der Slevogthof heute steht, wurde 1689 im Rahmen des Pfälzischen Erbfolgekrieges durch französische Truppen zerstört. Im Jahr 1828 wurde auf den verbliebenen Fundamenten der Hof als Gastwirtschaft aufgebaut. Peter Finkler erwarb 1884 das Grundstück samt Burgruine und umliegenden Wald.
1890 machte Antonie „Nini“ Finkler, eine Tochter des Gutsherren, die Bekanntschaft Max Slevogts, welcher daraufhin auf dem Anwesen Neukastel künstlerisch tätig wurde und welchen sie 1898 in der Martinskirche in Leinsweiler heiratete. Da die Familie Finkler das Haus aus finanziellen Gründen nicht halten konnte, ersteigerte Slevogt 1914 das Grundstück. In den Jahren 1922 und 1923 ließ er das Gebäude-Ensemble nach Süden erweitern und schuf somit eine Bibliothek und einen Musiksaal. Des Weiteren schmückte er die Zimmer mit seinen Motiven. Nach Slevogts Tod erbte seine Tochter das Gut.

## Heutige Nutzung
Bis heute ist ein Großteil des damaligen Gebäude-Ensembles erhalten, wenn auch in Teilen erneuert. Die direkten Nachfahren Max Slevogts betrieben in den Gebäuden ein Museum und eine Gaststätte. Die früheren Wohnräume Max Slevogts (wie z. B. die Bibliothek, das Speisezimmer oder auch der Musiksaal) waren zugänglich gemacht worden. Zur Ausstattung gehören beispielsweise die einzigen bis heute erhaltenen Wandbilder des Künstlers.
Der Slevogthof ist seit Juni 2011 bis auf Weiteres geschlossen. Er befindet sich inzwischen in den Händen des Architekten Thorsten Holch aus Landau, der ihn sanieren und der Öffentlichkeit zum Teil wieder zugänglich machen will.